# شان مورای (هنرپیشه)
شان مورای (انگلیسی: Sean Murray؛ زادهٔ ۱۵ نوامبر ۱۹۷۷) یک هنرپیشه اهل ایالات متحده آمریکا است. وی از سال ۱۹۹۱ میلادی تاکنون مشغول فعالیت بوده‌است.
از فیلم‌ها یا برنامه‌های تلویزیونی که وی در آن نقش داشته‌است می‌توان به ان‌سی‌آی‌اس، شعبده‌بازی اشاره کرد.